# In a Heartbeat (film)
In a Heartbeat – amerykański animowany film krótkometrażowy z 2017 roku, którego reżyserami, scenarzystami i producentami są Esteban Bravo oraz Beth David. Bohaterem filmu jest chłopiec, który podkochuje się w koledze ze szkoły. Jego serce nabiera cech antropomorfizacyjnych i próbuje pomóc uczniowi w wyznaniu miłości. Projekt powstał dzięki wsparciu crowdfundingowej witryny internetowej Kickstarter. In a Heartbeat jest jednym z pierwszych filmów animowanych ze znaczącym wątkiem LGBT w fabule. Obraz nominowany został do Studenckiej Nagrody Akademii Filmowej w kategorii najlepsza animacja, a także do kilku innych nagród. Uzyskał również prenominację do Oscara.

## Opis fabuły
Sherwin, nieśmiały rudzielec, przygląda się, jak jego ukochany Jonathan spaceruje z książką w dłoniach. Chłopak nie jest w stanie wyznać koledze ze szkoły, że jest w nim zakochany. W pewnym momencie serce Sherwina ulega antropomorfizacji i zaczyna gnać w kierunku Jonathana. Sherwin nie chce, by inni − w tym Jonathan − dowiedzieli się o jego uczuciach. Ostatecznie kochające serce łączy obu chłopców, a miłosne uczucia ogarniają też drugiego z nich.

## Obsada
- Nicholas J. Ainsworth (role głosowe)
- Kelly Donohue (role głosowe)

## Produkcja i wydanie filmu
Produkcja filmu ruszyła w styczniu 2016 roku. To wówczas do duetu reżysersko-scenopisarskiego, Estebana Bravo i Beth David, zgłosił się przyjaciel. Trio wpadło na pomysł realizacji filmu krótkometrażowego, którego bohater zmaga się z trudnym uczuciem miłości. Początkowo historia miała dotyczyć chłopca i dziewczynki, ostatecznie jednak scenariusz przepisano, by nadać mu personalny wydźwięk, a postaciami uczyniono parę osób tej samej płci. W listopadzie 2016 utworzono crowdfundingową kampanię na Kickstarterze, by wzbogacić budżet filmu. Bravo i David chcieli uzbierać budżet wynoszący szacunkowo trzy tysiące dolarów; ostatecznie zebrali 14 191 USD. Udział w kampanii miało czterystu szesnastu sponsorów (użytkowników Kickstartera). Film powstawał jako praca dyplomowa Bravo i Davida, studentów animacji komputerowej uczelni wyższej Ringling College of Art + Design. Światowa premiera In a Heartbeat odbyła się 1 czerwca 2017 roku w Sarasocie. W ciągu kilku zaledwie pięciu dni od swojej premiery internetowej w serwisie YouTube film został odtworzony niemal dwadzieścia milionów razy.

## Odbiór
Film zebrał pozytywne recenzje.

## Nagrody i wyróżnienia
- 2017, Studencka Nagroda Akademii Filmowej:
  - nominacja do nagrody przyznawanej za najlepszy film animowany[5]
- 2017, Hollywood Music In Media Awards (HMMA):
  - nominacja do nagrody Hollywood Music In Media w kategorii najlepsza ścieżka dźwiękowa w filmie animowanym (wyróżniony: Arturo Cardelús)[6]
- 2017, Oniros Film Awards:
  - nagroda July Monthly Editon w kategorii najlepszy film animowany[6]
- 2017, Lake View International Film Festival:
  - nagroda przyznana za najlepszy film LGBT[7]
- 2017, Hollywood International Moving Pictures Film Festival (HIMPFF):
  - nagroda HIMPFF w kategorii krótkometrażowy, studencki film animowany[17][7]
- 2017, North Carolina Gay & Lesbian Film Festival:
  - Nagroda Jurorów w kategorii najlepszy film krótkometrażowy o tematyce gejowskiej[7][8]
- 2017, Trinity Film Festival:
  - Nagroda Absolwentów[18][8]
- 2017, HollyShorts Film Festival:
  - nagroda przyznana za najlepszy film LGBT[19]

### Oficjalne selekcje festiwalowe
| - Animation Shorts Film Festival 2017 - ASIFA-SOUTH Animation Conference and Festival 2017 - The Atlanta LGBT Film & Music Festival 2017 - Austin Gay & Lesbian International Film Festival 2017 - FM LGBT Film Festival 2017 - Hastings Film Festival 2017 - Hollyshorts Film Festival 2017 - LGBTQ Shorts Film Festival 2017 | - Montreal International Animation Film Festival − ANIMAZE 2017 - Oaxaca FilmFest 2017 - Out Here Now: Kansas City LGBT Film Festival 2017 - St. Albans Film Festival 2017 - TAIS Animation Showcase 2017 - Trinity Film Festival 2017 - Los Angeles CineFest 2018 - Oniros Film Awards 2018 |